# 王新 (1922年)
王新（1922年7月8日—2020年2月14日），男，江苏南通人，中国佛学家，佛教居士，曾任中国佛学院副院长，中国佛教文化研究所副所长。